# Timeless (UVERworld의 음반)
Timeless는 일본 록 밴드 우버월드의 음반이다. 이 음반은 2006년 2월 15일에 출시되었다. 이 음반은 오리콘 차트에 33번 입성하였고 전성기에는 5위로 올라서기도 하였다. 이 음반은 일본 레코드 협회로부터 금상을 받기도 하였다.
2006년 11월 22일에 Timeless 특별판이 출시되기도 하였다. 이 판은 2006년 11월 22일부터 2006년 12월 29일까지만 판매되었으며 뮤직 비디오 세 개와 30분짜리 인터뷰가 들어있다.

## 트랙 목록
- CD SRCL-6240/SRCL-6444/5 (특별판)

1. "Chance!"
2. トキノナミダ (시간의 눈물)
3. Rush
4. D-tecnoLife
5. 優しさの雫 (상냥함의 우)
6. ai ta 心 (앨범 버전)
7. Burst
8. Nitro
9. just Melody (앨범 버전)
10. Lump Of Affection
11. 扉 (문)
12. SE
13. D-tecnoLife (앨범 버전)

- DVD

1. D-tecnoLife
2. CHANCE!
3. just Melody
4. welcome to UVERworld〔complete〕

## 같이 보기
- 우버월드